# 沃羅帕伊夫卡
50°58′30″N 30°0′46″E / 50.97500°N 30.01278°E
沃羅帕伊夫卡（烏克蘭語：Воропаївка）是位於烏克蘭北部的村莊，由基辅州维什霍罗德区的伊萬基夫市鎮負責管轄。該村面積1平方公里，海拔高度107米，2001年人口213，人口密度每平方公里213人。